# Bohumilice
Bohumilice är en ort i Tjeckien.   Den ligger i regionen Södra Böhmen, i den sydvästra delen av landet, 120 km söder om huvudstaden Prag. Bohumilice ligger 585 meter över havet och antalet invånare är 314.
Terrängen runt Bohumilice är lite kuperad. Runt Bohumilice är det ganska glesbefolkat, med 31 invånare per kvadratkilometer. Närmaste större samhälle är Strakonice, 19,4 km norr om Bohumilice. Omgivningarna runt Bohumilice är en mosaik av jordbruksmark och naturlig växtlighet.